# 107. logistična baza Slovenske vojske
107. logistična baza Slovenske vojske (107. LOGBA) je logistična vojaška baza Slovenske vojske.

## Poveljstvo
Poveljnik
- polkovnik Bor Balderman (2002)

## Organizacija
- poveljstvo
- vadbeni center Slovenske vojske Pokljuka
- strelišče Slovenske vojske Crngrob
- letališče Slovenske vojske Cerklje